# Ключ 16
Ключ 16 (иер. 几) со значением «стол» — шестнадцатый по порядку из 214 традиционного списка иероглифических ключей, используемых при написании иероглифов.

## История
Древняя идеограмма чайного стола стала прообразом современного иероглифа.
В качестве ключевого знака иероглиф малоупотребителен.
В словарях располагается под номером 16.

## Примеры иероглифов
| Доп. | Примеры     |
| ---- | ----------- |
| 0    | 几          |
| 1    | 凡 凢 凣    |
| 2    | 凤          |
| 3    | 凥 処 凧    |
| 4    | 凨 凩 凪 凫 |
| 5    | 凬          |
| 6    | 凭 凮 凯    |
| 7    | 巬          |
| 9    | 凰          |
| 10   | 凱 凲       |
| 12   | 凳 凴       |